# Sportwagen-Weltmeisterschaft 1963

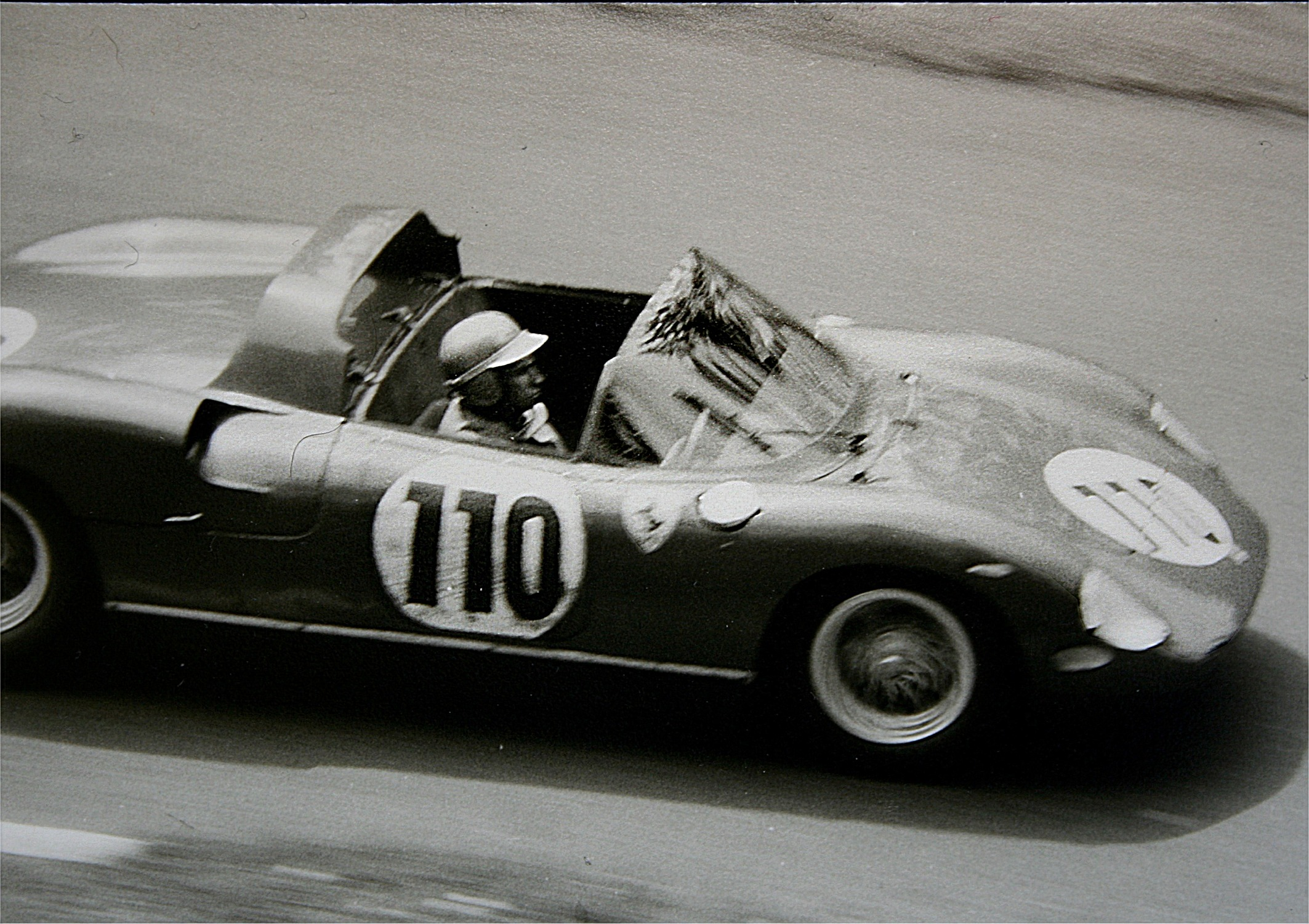
Willy Mairesse im Ferrari 250P bei seiner Siegesfahrt beim 1000-km-Rennen auf dem Nürburgring; hier im Streckenabschnitt Hatzenbach. Mit dem Rennwagenmodell 250P gewann die Scuderia auch das 12-Stunden-Rennen von Sebring und das 24-Stunden-Rennen von Le Mans

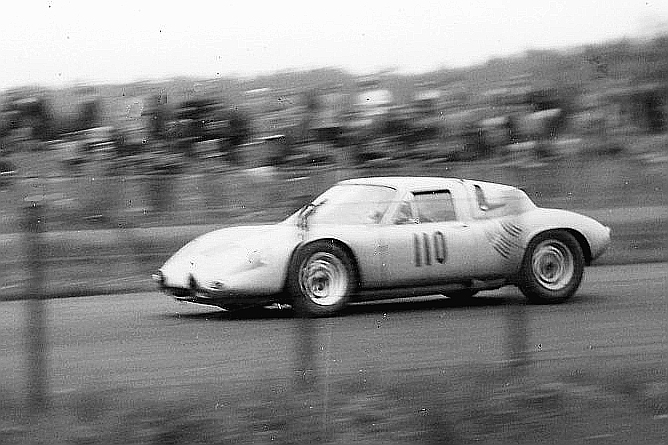
Mit einem Porsche 718 GTR, hier Joakim Bonnier 1962 auf dem Nürburgring, gewann Porsche die Targa Florio

Die Sportwagen-Weltmeisterschaft 1963, auch Internationale-Meisterschaft für GT-Hersteller und Prototypen-Trophy, war die elfte Saison dieser Meisterschaft. Sie begann am 17. Februar und endete am 14. Oktober 1963.

## Meisterschaft
Die elfte Saison der Sportwagen-Weltmeisterschaft, die 1953 zum ersten Mal ausgetragen wurde, brachte die bis dahin größte Zahl an Wertungsläufen. 22 Rennen zwischen Februar und Oktober zählten zur Meisterschaft. Erstmals wurden Bergrennen in das Championat aufgenommen. Mit der Rallye Wiesbaden und der Tour de France für Automobile zählten auch zwei Rallye-Etappenfahrten zur Meisterschaft.
Bei den großen Langstreckenrennen waren auch in diesem Jahr Rennsportwagen und Prototypen startberechtigt, bei den Bergrennen waren sogar Monopostos beziehungsweise einsitzige Rennwagen zugelassen. In die Meisterschaftswertungen kamen jedoch nur GT- und Prototypen. Die Vielzahl der Wertungen sorgte erneut für Unverständnis und Unmut in der Fachwelt. 14 Titel wurden vergeben und der dabei angewandte Modus war für das Rennpublikum nur schwer zu durchschauen. Nur bei den großen Rennen trafen die Werksmannschaften vor Ferrari und Porsche aufeinander. Beim 12-Stunden-Rennen von Sebring führten zwei Werkswagen der Scuderia einen Ferrari-Sechsfachsieg an. Der Sieg ging an den Ferrari 250P von John Surtees und Ludovico Scarfiotti. Die Targa Florio endete mit einem Erfolg der Porsche-Werksmannschaft. Joakim Bonnier und Carlo-Maria Abate siegten auf einem Porsche 718 GTR. In Le Mans und auf dem Nürburgring war wieder die Scuderia Ferrari erfolgreich.
Die Bergrennen dominierte Edgar Barth, der für Porsche drei Wertungsläufe gewann. Erfolgreichste Marken waren Abarth und Ferrari, mit jeweils vier Titeln.

## Rennkalender
| Nr. | Datum               | Rennname / Rennstrecke                                             | Team                       | Gesamtsieger                           | Fahrzeug                        | Meisterschaft |
| --- | ------------------- | ------------------------------------------------------------------ | -------------------------- | -------------------------------------- | ------------------------------- | ------------- |
| 1   | 17. Februar         | 3-Stunden-Rennen von Daytona (Daytona International Speedway)      | North American Racing Team | Pedro Rodríguez                        | Ferrari 250 GTO                 | GT            |
| 2   | 22. März            | 3-Stunden-Rennen von Sebring (Sebring International Raceway)       | Abarth                     | Hans Herrmann                          | Fiat-Abarth 1000                | GT            |
| 3   | 23. März            | 12-Stunden-Rennen von Sebring (Sebring International Raceway)      | SEFAC Ferrari              | Ludovico Scarfiotti John Surtees       | Ferrari 250P                    | GT            |
| 4   | 5. Mai              | Targa Florio (Piccolo circuito delle Madonie)                      | Porsche System Engineering | Joakim Bonnier Carlo-Maria Abate       | Porsche 718 GTR                 | GT            |
| 5   | 12. Mai             | 500-km-Rennen von Spa-Francorchamps (Circuit de Spa-Francorchamps) | Ecurie Francorchamps       | Willy Mairesse                         | Ferrari 250 GTO                 | GT            |
| 6   | 12. Mai             | Coppa Maifredi (Circuito del Garda)                                | Abarth                     | Marsilio Pasotti Benedetto Guarini     | Fiat-Abarth 1000                | GT            |
| 7   | 19. Mai             | 1000-km-Rennen auf dem Nürburgring (Nürburgring)                   | SpA Ferrari SEFAC          | Willy Mairesse John Surtees            | Ferrari 250P                    | GT            |
| 8   | 2. Juni             | Bergrennen Consuma (Passo della Consuma)                           |                            | Edoardo Lualdi                         | Ferrari Dino 196SP              | GT            |
| 9   | 9. Juni             | Bergrennen Rossfeld (Roßfeldhöhenringstraße)                       | Porsche System Engineering | Edgar Barth                            | Porsche 356B Carrera Abarth GTL | GT            |
| 10  | 15. – 16. Juni      | 24-Stunden-Rennen von Le Mans (Circuit des 24 Heures)              | SpA Ferrari SEFAC          | Ludovico Scarfiotti Lorenzo Bandini    | Ferrari 250P                    | GT            |
| 11  | 29. Juni            | 3-Stunden-Rennen von Monza (Autodromo Nazionale Monza)             | Abarth                     | Romano Perdomi                         | Fiat-Abarth 1000                | GT            |
| 12  | 3. – 7. Juli        | Rallye Wiesbaden (Wiesbaden)                                       | ADAC                       | Günter Wallrabenstein Karl-Heinz Exner | Porsche 356B Carrera            | GT            |
| 13  | 7. Juli             | Trophée d’Auvergne (Circuit de Charade)                            | Carlo-Maria Abate          | Lorenzo Bandini                        | Ferrari 250TRI/61               | GT            |
| 14  | 11. August          | Bergrennen Freiburg (Schauinslandstraße)                           | Porsche System Engineering | Edgar Barth                            | Porsche 718 WRS                 | GT            |
| 15  | 18. August          | Coppa Cittá di Enna (Autodromo di Pergusa)                         |                            | Romano Perdomi                         | Fiat-Abarth 1000                | GT            |
| 16  | 24. August          | RAC Tourist Trophy (Goodwood Circuit)                              | Maranello Concessionaires  | Graham Hill                            | Ferrari 250 GT                  | GT            |
| 17  | 25. August          | Bergrennen Ollon-Villars (Villars-sur-Ollon)                       | Porsche                    | Edgar Barth                            | Porsche 718 WRS                 | GT            |
| 18  | 1. September        | 500-km-Rennen auf dem Nürburgring (Nürburgring)                    | Abarth                     | Hans Herrmann Teddy Pilette            | Fiat-Abarth 850                 | GT            |
| 19  | 8. September        | Coppa Inter-Europa, 1. Rennen (Autodromo Nazionale Monza)          | Abarth                     | Tommy Spychiger                        | Abarth-Simca 1300 Bialbero      | GT            |
| 20  | 8. September        | Coppa Inter-Europa, 2. Rennen (Autodromo Nazionale Monza)          | Aston Martin Lagonda       | Roy Salvadori                          | Aston Martin DP214              | GT            |
| 21  | 13. – 22. September | Tour de France für Automobile (Straßburg – Nizza)                  | Jean Guichet               | Jean Guichet José Behra                | Ferrari 250 GTO                 | GT            |
| 22  | 14. September       | 500-km-Rennen von Bridgehampton (Bridgehampton Race Circuit)       | John Edgar                 | Dan Gurney                             | Shelby Cobra                    | GT            |

## Marken-Weltmeisterschaft für Konstrukteure

### GT-Wagen Division I

#### GT-Wagen-Gesamtwertung
| Position | Konstrukteur  | 1 | 2 | 3 | 4 | 5 | 6 | 7 | 8 | 9 | 10 | 11 | 12 | 13 | 14 | 15  | 16 | 17  | 18  | 19 | 20 | 21 | 22 | Gesamt |
| -------- | ------------- | - | - | - | - | - | - | - | - | - | -- | -- | -- | -- | -- | --- | -- | --- | --- | -- | -- | -- | -- | ------ |
| 1        | Fiat-Abarth   |   | 9 |   |   |   | 9 |   | 9 |   |    | 9  | 18 |    | 9  | (9) |    | (9) | (9) |    |    |    |    | 63     |
| 2        | Alpine        |   |   |   |   |   |   |   |   |   |    |    |    |    |    |     |    |     |     |    |    | 27 |    | 27     |
| 3        | Austin-Healey |   | 4 |   |   |   |   |   |   |   |    |    |    |    |    |     |    |     | 3   |    |    |    |    | 7      |
| 4        | Marcos        |   |   |   |   |   |   |   |   |   |    |    |    |    |    |     |    |     | 6   |    |    |    |    | 6      |
| 5        | MG            |   |   |   |   |   |   |   |   |   |    |    |    |    |    |     |    |     | 4   |    |    |    |    | 4      |

#### GT-Wagen bis 1-Liter-Hubraum
| Position | Konstrukteur     | 1 | 2 | 3 | 4 | 5 | 6 | 7 | 8 | 9 | 10 | 11 | 12 | 13 | 14 | 15 | 16 | 17 | 18 | 19 | 20 | 21 | 22 | Gesamt |
| -------- | ---------------- | - | - | - | - | - | - | - | - | - | -- | -- | -- | -- | -- | -- | -- | -- | -- | -- | -- | -- | -- | ------ |
| 1        | Fiat-Abarth      |   | 9 |   |   |   | 9 |   | 9 |   |    | 9  | 18 |    | 9  | 9  |    | 9  | 9  |    |    |    |    | 90     |
| 2        | Alpine           |   |   |   |   |   |   |   |   |   |    |    |    |    |    |    |    |    |    |    |    | 27 |    | 27     |
| 3        | Marcos           |   |   |   |   |   |   |   |   |   |    |    |    |    |    |    |    |    | 6  |    |    |    |    | 6      |
| 4=       | MG               |   |   |   |   |   |   |   |   |   |    |    |    |    |    |    |    |    | 4  |    |    |    |    | 4      |
| 4=       | Deutsch & Bonnet |   | 4 |   |   |   |   |   |   |   |    |    |    |    |    |    |    |    |    |    |    |    |    | 4      |
| 6        | Austin-Healey    |   | 3 |   |   |   |   |   |   |   |    |    |    |    |    |    |    |    | 3  |    |    |    |    | 3      |

#### GT-Wagen bis 0,85-Liter-Hubraum
| Position | Konstrukteur            | 1 | 2 | 3 | 4 | 5 | 6 | 7 | 8 | 9 | 10 | 11 | 12 | 13 | 14 | 15 | 16 | 17 | 18 | 19 | 20 | 21 | 22 | Gesamt |
| -------- | ----------------------- | - | - | - | - | - | - | - | - | - | -- | -- | -- | -- | -- | -- | -- | -- | -- | -- | -- | -- | -- | ------ |
| 1=       | Fiat-Abarth             |   |   |   |   |   |   |   |   |   |    |    |    |    |    |    |    | 9  |    |    |    | 18 |    | 27     |
| 1=       | Alpine                  |   |   |   |   |   |   |   |   |   |    |    |    |    |    |    |    |    |    |    |    | 27 |    | 27     |
| 3        | DKW                     |   |   |   |   |   |   |   |   |   |    |    |    |    |    |    |    |    |    |    |    | 12 |    | 12     |
| 4        | Deutsch & Bonnet        |   | 9 |   |   |   |   |   |   |   |    |    |    |    |    |    |    |    |    |    |    |    |    | 9      |
| 5        | Automobiles René Bonnet |   |   |   |   |   |   |   |   |   |    |    |    |    |    |    |    | 6  |    |    |    |    |    | 6      |

#### GT-Wagen bis 0,7-Liter-Hubraum
| Position | Konstrukteur | 1 | 2 | 3 | 4 | 5 | 6 | 7 | 8 | 9 | 10 | 11 | 12 | 13 | 14 | 15 | 16 | 17 | 18 | 19 | 20 | 21 | 22 | Gesamt |
| -------- | ------------ | - | - | - | - | - | - | - | - | - | -- | -- | -- | -- | -- | -- | -- | -- | -- | -- | -- | -- | -- | ------ |
| 1        | Fiat-Abarth  |   |   |   |   |   |   | 9 |   | 9 |    |    | 9  |    |    |    | 9  |    | 9  |    |    |    |    | 45     |
| 2        | NSU          |   |   |   |   |   |   |   |   |   |    |    |    |    |    |    |    | 6  |    |    |    | 27 |    | 33     |
| 3        | BMW          |   |   |   |   |   |   |   |   |   |    |    | 18 |    |    |    |    |    |    |    |    |    |    | 18     |

### GT-Wagen Division II

#### GT-Wagen-Gesamtwertung
| Position | Konstrukteur | 1 | 2 | 3  | 4  | 5 | 6 | 7  | 8 | 9 | 10 | 11 | 12 | 13 | 14 | 15 | 16 | 17 | 18 | 19 | 20 | 21 | 22 | Gesamt |
| -------- | ------------ | - | - | -- | -- | - | - | -- | - | - | -- | -- | -- | -- | -- | -- | -- | -- | -- | -- | -- | -- | -- | ------ |
| 1        | Porsche      | 9 |   | 27 | 18 | 6 |   | 18 | 2 | 9 |    |    | 19 | 9  |    |    | 6  | 9  |    |    |    |    | 9  | 141    |
| 2        | Lotus        |   |   |    |    | 9 |   | 12 |   |   | 27 |    |    | 1  |    |    | 9  |    |    | 3  |    |    | 6  | 67     |
| 3        | Alfa Romeo   |   |   |    | 3  | 8 | 3 |    |   |   |    |    | 6  |    |    |    |    |    |    | 2  |    | 27 |    | 49     |
| 4        | Abarth-Simca | 3 |   | 6  |    |   |   |    | 9 | 4 |    |    |    | 4  |    |    |    | 6  |    | 9  |    |    | 1  | 42     |
| 5        | MG           |   |   |    |    |   |   | 4  |   |   | 18 |    |    |    |    |    | 2  |    |    |    |    | 9  |    | 33     |
| 6        | Sunbeam      |   |   |    |    |   |   |    |   |   |    |    |    |    |    |    |    |    |    |    |    | 12 |    | 12     |
| 7        | Volvo        |   |   | 3  |    |   |   |    |   |   |    |    |    |    |    |    |    |    |    |    |    |    |    | 3      |

#### GT-Wagen bis 2-Liter-Hubraum
| Position | Konstrukteur | 1 | 2 | 3  | 4  | 5 | 6 | 7  | 8 | 9 | 10 | 11 | 12 | 13 | 14 | 15 | 16 | 17 | 18 | 19 | 20 | 21 | 22 | Gesamt |
| -------- | ------------ | - | - | -- | -- | - | - | -- | - | - | -- | -- | -- | -- | -- | -- | -- | -- | -- | -- | -- | -- | -- | ------ |
| 1        | Porsche      | 9 |   | 27 | 18 | 9 |   | 18 | 9 | 9 |    |    | 18 | 9  |    |    | 9  | 9  |    |    |    |    | 9  | 153    |
| 2        | MG           |   |   |    |    |   |   |    |   |   | 27 |    |    |    |    |    |    |    |    |    |    | 27 |    | 54     |
| 3        | Volvo        |   |   | 12 |    |   |   | 6  |   |   |    |    |    |    |    |    |    |    |    |    |    |    |    | 18     |
| 4=       | TVR          |   |   |    |    |   |   |    |   |   |    |    |    |    |    |    |    |    |    |    |    |    | 6  | 6      |
| 4=       | Morgan       |   |   |    |    |   |   |    |   |   |    |    |    |    |    |    | 6  |    |    |    |    |    |    | 6      |
| 6        | Turner       |   |   |    |    |   |   |    |   |   |    |    |    |    |    |    | 4  |    |    |    |    |    |    | 4      |
| 7        | AC           |   |   |    |    |   |   |    |   |   |    |    |    |    |    |    |    | 3  |    |    |    |    |    | 3      |

#### GT-Wagen bis 1,6-Liter-Hubraum
| Position | Konstrukteur | 1 | 2 | 3  | 4  | 5 | 6 | 7  | 8 | 9 | 10 | 11 | 12 | 13 | 14 | 15 | 16 | 17 | 18 | 19 | 20 | 21 | 22 | Gesamt |
| -------- | ------------ | - | - | -- | -- | - | - | -- | - | - | -- | -- | -- | -- | -- | -- | -- | -- | -- | -- | -- | -- | -- | ------ |
| 1        | Porsche      | 9 |   | 27 | 18 | 9 |   | 18 |   | 9 |    |    | 18 |    |    |    |    | 9  |    |    |    | 9  | 9  | 135    |
| 2        | Alfa Romeo   |   |   |    |    |   |   | 6  | 4 |   |    |    |    |    |    |    |    | 1  |    | 19 |    | 27 | 2  | 49     |
| 3        | Sunbeam      |   |   | 12 |    |   |   |    |   |   |    |    |    |    |    |    |    |    |    |    |    | 18 |    | 30     |
| 4        | OSCA         |   |   | 6  |    |   |   |    | 9 |   |    |    |    |    |    |    |    |    |    |    |    |    |    | 15     |
| 5        | TVR          |   |   |    |    |   |   |    |   |   |    |    |    |    |    |    | 9  |    |    |    |    |    |    | 9      |
| 6        | Lotus        |   |   |    |    |   |   |    |   |   |    |    |    | 1  |    |    |    |    |    |    |    |    | 6  | 7      |
| 7        | MG           | 3 |   |    |    |   |   |    |   |   |    |    |    |    |    |    |    |    |    |    |    |    |    | 3      |

#### GT-Wagen bis 1,3-Liter-Hubraum
| Position | Konstrukteur | 1 | 2 | 3  | 4  | 5 | 6 | 7  | 8 | 9 | 10 | 11 | 12 | 13 | 14 | 15 | 16 | 17 | 18 | 19 | 20 | 21 | 22 | Gesamt |
| -------- | ------------ | - | - | -- | -- | - | - | -- | - | - | -- | -- | -- | -- | -- | -- | -- | -- | -- | -- | -- | -- | -- | ------ |
| 1        | Alfa Romeo   | 6 |   | 18 | 18 | 6 |   | 6  | 2 |   |    |    | 18 |    |    |    |    | 2  |    | 2  |    | 27 |    | 105    |
| 2        | Abarth-Simca | 9 |   | 27 |    |   |   |    | 9 | 9 |    |    |    | 9  |    |    |    | 9  |    | 9  |    |    | 9  | 90     |
| 3        | Lotus        | 4 |   | 9  |    | 9 |   | 18 |   |   | 27 |    |    | 4  |    |    | 9  | 4  |    | 3  |    |    |    | 87     |
| 4        | MG           |   |   |    |    |   |   |    |   |   |    |    | 12 |    |    |    | 3  |    |    |    |    |    |    | 15     |
| 5        | Volkswagen   |   |   |    |    |   |   |    |   |   |    |    |    |    |    |    |    |    |    |    |    |    |    | 12     |

### GT-Wagen Division III

#### GT-Wagen über 3-Liter-Hubraum
| Position | Konstrukteur | 1 | 2 | 3  | 4  | 5 | 6 | 7  | 8 | 9 | 10 | 11 | 12 | 13 | 14 | 15 | 16 | 17 | 18 | 19 | 20 | 21 | 22 | Gesamt |
| -------- | ------------ | - | - | -- | -- | - | - | -- | - | - | -- | -- | -- | -- | -- | -- | -- | -- | -- | -- | -- | -- | -- | ------ |
| 1        | Jaguar       | 3 |   | 27 | 18 |   |   | 18 |   |   | 18 |    |    |    |    |    | 9  |    |    |    | 4  |    | 4  | 101    |
| 2=       | Shelby       | 6 |   | 12 |    |   |   |    |   |   |    |    |    |    |    |    |    |    |    |    |    |    | 9  | 27     |
| 2=       | AC           |   |   |    |    |   |   |    |   |   | 27 |    |    |    |    |    |    |    |    |    |    |    |    | 27     |
| 4        | Aston Martin |   |   |    |    |   |   |    |   |   |    |    |    | 9  |    |    | 3  |    |    |    | 9  |    |    | 21     |
| 5        | Chevrolet    | 9 |   | 9  |    |   |   |    |   |   |    |    |    |    |    |    |    |    |    |    |    |    | 2  | 20     |

#### GT-Wagen bis 3-Liter-Hubraum
| Position | Konstrukteur  | 1 | 2 | 3  | 4  | 5 | 6 | 7  | 8 | 9 | 10 | 11 | 12 | 13 | 14 | 15 | 16 | 17 | 18 | 19 | 20 | 21 | 22 | Gesamt |
| -------- | ------------- | - | - | -- | -- | - | - | -- | - | - | -- | -- | -- | -- | -- | -- | -- | -- | -- | -- | -- | -- | -- | ------ |
| 1        | Ferrari       | 9 |   | 27 | 18 | 9 |   | 18 | 9 |   | 27 |    |    | 9  | 9  |    | 9  | 9  |    |    | 9  | 27 | 9  | 198    |
| 2        | Austin-Healey |   |   |    |    |   |   |    |   |   |    |    | 18 |    |    |    |    |    |    |    |    |    |    | 18     |

#### GT-Wagen bis 2,5-Liter-Hubraum
| Position | Konstrukteur | 1 | 2 | 3  | 4 | 5 | 6 | 7  | 8 | 9 | 10 | 11 | 12 | 13 | 14 | 15 | 16 | 17 | 18 | 19 | 20 | 21 | 22 | Gesamt |
| -------- | ------------ | - | - | -- | - | - | - | -- | - | - | -- | -- | -- | -- | -- | -- | -- | -- | -- | -- | -- | -- | -- | ------ |
| 1        | Triumph      | 9 |   | 27 |   |   |   |    | 4 |   |    |    |    |    |    |    |    | 6  |    |    | 6  | 27 |    | 79     |
| 2        | Lancia       |   |   | 12 |   | 9 |   | 18 |   |   |    |    |    |    |    |    |    |    |    |    |    | 2  |    | 41     |

#### GT-Wagen bis 2-Liter-Hubraum
| Position | Konstrukteur  | 1 | 2 | 3  | 4  | 5 | 6 | 7  | 8 | 9 | 10 | 11 | 12 | 13 | 14 | 15 | 16 | 17 | 18 | 19 | 20 | 21 | 22 | Gesamt |
| -------- | ------------- | - | - | -- | -- | - | - | -- | - | - | -- | -- | -- | -- | -- | -- | -- | -- | -- | -- | -- | -- | -- | ------ |
| 1        | Ferrari       | 9 |   | 27 | 18 | 9 |   | 18 | 9 |   | 27 |    |    | 9  | 9  |    | 9  | 9  |    |    | 6  | 27 |    | 186    |
| 2        | Jaguar        | 1 |   | 9  |    |   |   | 4  |   |   | 6  |    |    |    |    |    | 4  | 1  |    |    |    |    | 4  | 29     |
| 3        | Shelby        | 3 |   | 3  |    |   |   |    |   |   | 9  |    |    |    |    |    |    |    |    |    |    |    | 9  | 24     |
| 4        | Austin-Healey |   |   |    |    |   |   |    |   |   |    |    | 18 |    |    |    |    |    |    |    |    |    |    | 18     |
| 5        | Aston Martin  |   |   |    |    |   |   |    |   |   |    |    |    | 4  |    |    |    |    |    |    | 9  |    |    | 13     |
| 6        | Lancia        |   |   |    | 6  |   |   |    | 4 |   |    |    |    |    |    |    |    |    |    |    |    |    |    | 10     |
| 7        | Chevrolet     | 4 |   |    |    |   |   |    |   |   |    |    |    |    |    |    |    | 2  |    |    |    |    | 2  | 8      |
| 8        | Alfa Romeo    |   |   |    |    |   |   |    |   |   |    |    |    |    | 3  |    |    |    |    |    |    |    |    | 3      |
| 9        | Morgan        |   |   |    |    | 1 |   |    |   |   |    |    |    |    |    |    |    |    |    |    |    |    |    | 1      |

### Trophée für Prototypen

#### Trophée für Prototypen über 3-Liter-Hubraum
| Position | Konstrukteur | 1 | 2 | 3  | 4 | 5 | 6 | 7 | 8 | 9 | 10 | 11 | 12 | 13 | 14 | 15 | 16 | 17 | 18 | 19 | 20 | 21 | 22 | Gesamt |
| -------- | ------------ | - | - | -- | - | - | - | - | - | - | -- | -- | -- | -- | -- | -- | -- | -- | -- | -- | -- | -- | -- | ------ |
| 1        | Ferrari      |   |   | 27 |   |   |   |   |   |   | 27 |    |    |    |    |    |    |    |    |    |    |    |    | 54     |

#### Trophée für Prototypen bis 3-Liter-Hubraum
| Position | Konstrukteur            | 1 | 2 | 3  | 4  | 5 | 6 | 7  | 8 | 9 | 10 | 11 | 12 | 13 | 14 | 15 | 16 | 17 | 18 | 19 | 20 | 21 | 22 | Gesamt |
| -------- | ----------------------- | - | - | -- | -- | - | - | -- | - | - | -- | -- | -- | -- | -- | -- | -- | -- | -- | -- | -- | -- | -- | ------ |
| 1        | Ferrari                 |   |   | 27 |    |   |   | 18 |   |   | 27 |    |    |    |    |    |    |    |    |    |    |    |    | 72     |
| 2        | Porsche                 |   |   |    | 18 |   |   |    |   |   | 12 |    |    |    |    |    |    |    |    |    |    |    |    | 30     |
| 3        | Automobiles René Bonnet |   |   |    | 8  |   |   | 2  |   |   | 9  |    |    |    |    |    |    |    |    |    |    |    |    | 19     |
| 4        | Austin-Healey           |   |   | 12 |    |   | 4 |    |   |   |    |    |    |    |    |    |    |    |    |    |    |    |    | 16     |
| 5        | Alpine                  |   |   |    |    |   |   | 6  |   |   |    |    |    |    |    |    |    |    |    |    |    |    |    | 6      |
| 6        | Abarth                  |   |   |    | 4  |   |   |    |   |   |    |    |    |    |    |    |    |    |    |    |    |    |    | 4      |